# Bo Granath (roadracingförare)

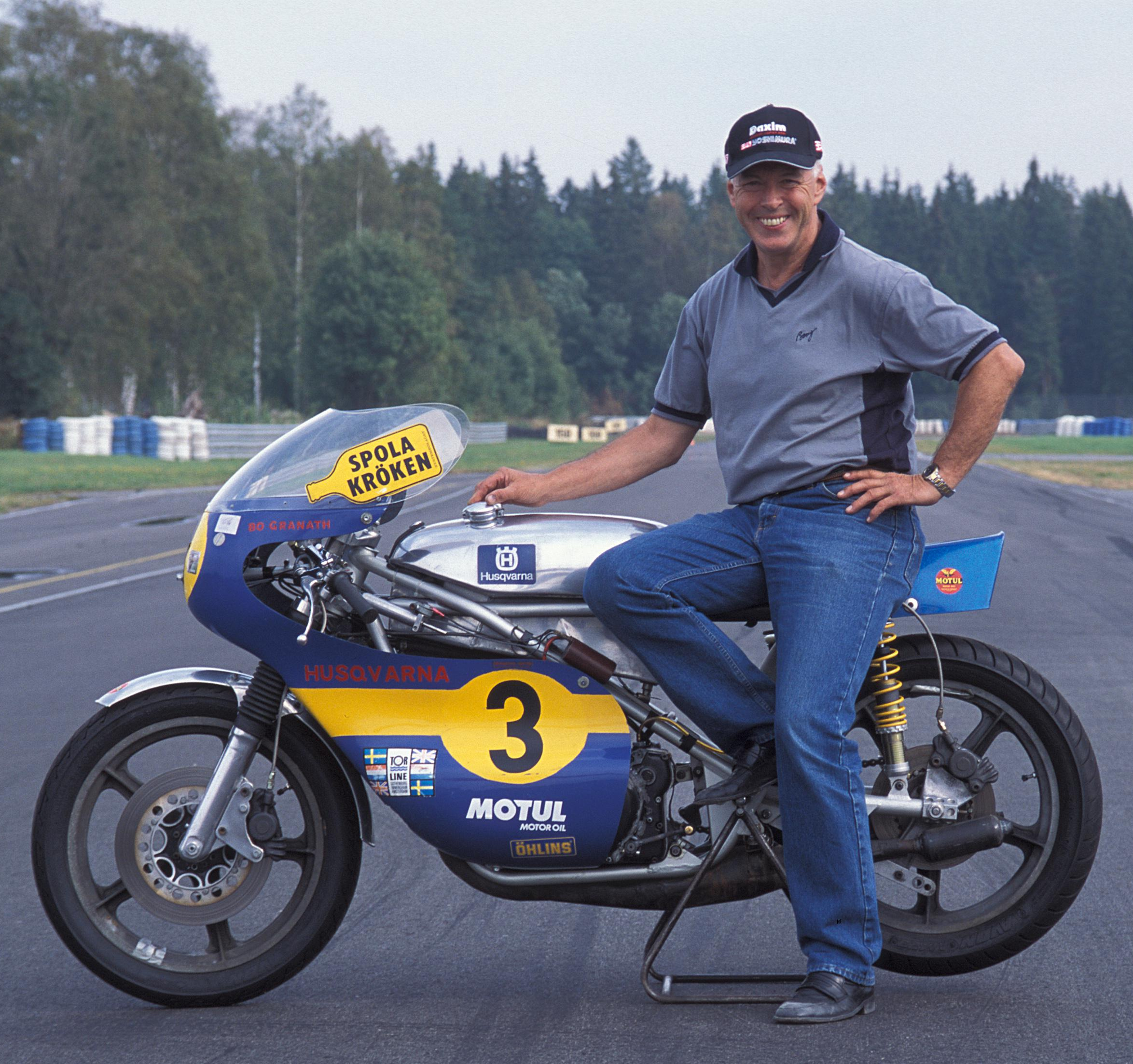
Bo Granath med sin Husqvarna från 1972. Fotot från 2004.

Bo Granath, född 21 november 1939 är en svensk roadracingförare som var aktiv i VM från 1961 till 1979.

## Roadracingkarriär
Granath körde med stor framgång för Husqvarna i 500GP, och blev femma 1972, den enda gången en svensk varit topp-fem i kungaklassen 500, och den enda gången ett svenskt märke varit det. Han slutade 12 :à I 350cc mästerskapet som vann MV Agusta akaren Giacomo Agostini och sedan foljde Jarno Saarinen och Aermacchi akaren Renzo Pasolini. Granath blev svensk mästare 12 gånger, silvermedaljör nio gånger och bronsmedaljör sju gånger i det svenska mästerskapet, samt nordisk mästare tre gånger och Europamästare 1999 i Classic 7A. Granath har 237 starter i VM med två pallplatser, 987 starter totalt och 159 pallplatser. 